# Граматики української мови
Граматики української мови — збірники, що містять статті з граматики. Відомі в Україні ще з XV — XVI ст.

## Історія граматик в Україні
Деякі граматичні відомості зустрічаються у «Букварі» Івана Федоровича, надрукованого у Львові 1574 і перевиданий в Острозі 1578. Його 2-й розділ називався «А сїя азбука от книги осмочастныя, сирѣчь грамматикїи». 1586 у м. Вільно вийшла друком «Кграматика словеньска языка», що була публікацією відомої рукопис. ст. «О осми частѣхъ слова», написаної, імовірно, у Сербії у середині XIV ст. (звідти через Болгарію вона потрапила в Україну, до видання її підготували вчителі Острозької школи). Це перша у східних слов’ян друкована граматична праця; вона відіграла певну роль у популяризації елементарних граматичних знань і започаткувала формування граматичної термінології.
1596 у Вільно видано «Грамматіка словенска...» Лаврентія Зизанія, у якій теж помітний вплив української мови (аби, нехай, маємо, мовимо і под.). Понад 20 років вона була єдиним підручником церковнослов’янської мови в братських школах України і Білорусі.

### Граматики Мелетія Смотрицького
Велике значення для розвитку граматичних знань у східних і південних слов’ян мала видана 1619 у м. Єв’ї біля Вільна праця «Грамматіки славєнския правилноє Сvнтаґма» Мелетія Смотрицького; багато десятиліть вона служила основним посібником вивчення церковнослов’янської мови й відіграла значну роль у її засвоєнні в тій редакції, в якій вона тоді функціонувала в Україні та Білорусі. Граматика Мелетія Смотрицького справила великий вплив на наступні граматики української та російської мов. 1638 у м. Кременці опубліковано «Грамматїки или писменница языка Словенъского», що була скороченим викладом граматики Мелетія Смотрицького, її авторство приписується луцькому єпископові Афанасію Пузині.

### 1640 - 1800
1643 у Парижі з’явилася «Грамматыка словенская...» Івана Ужевича, написана латинською мовою і присвячена граматичному описові староукраїнської книжної мови, відомої під назвою «проста мова» (1645 у м. Аррасі був написаний інший її варіант; опублікований 1970 у серії «Пам'ятки української мови»).

### XIX століття
1818 у Петербурзі надруковано «Грамматика малороссійскаго нарѣчія» О. П. Павловського, а 1822 — його ж «Прибавленіе къ Грамматикѣ малороссійскаго нарѣчія». У них уперше описано фонетичну систему й морфологічну будову живої української мови. Більше в Східній Україні, як і в Росії узагалі, у XIX ст. граматики української мови не з’являлися, українська мова була повністю усунена зі школи й офіційного вжитку, не раз російський уряд забороняв українське друковане слово (див. Валуєвський циркуляр 1863, Емський акт 1876).

#### Західна Україна
В той же час на західноукраїнських землях, що перебували під владою Австрії, на початку XIX ст. посилюється увага до рідної мови, виявом чого, зокрема, стало вивчення її граматичної будови. Так, відомий галицький культурний діяч Могильницький Іван протягом 1822 — 1824 написав «Грамматику языка славеноруского», у передмові до якої аргументовано, на рівні тогочас. науки, довів самостійність української мови серед інших слов’янських мов. Однак його граматика залишалась (до 1910) не опублікованою (крім вступної статті, що вийшла друком 1829 у Львові у скороченому варіанті польською мовою і 1838 — російською у Петербурзі).
- 1830 у Будині (Будапешті) видана латинською мовою праця «Grammatica slavo-ruthena» закарпатського вченого М. Лучкая, об’єктом висвітлення у якій була українська мова в порівнянні з старослов’янською;
- 1834 у Перемишлі надруковано німецькою мовою книжку: «Граматика руської або малоруської мови в Галичині» Й. Левицького, де обґрунтовується єдність української мови у Східній і Західній Україні (проте сама граматика компілятивна, спрямована на вивчення язичія);
- 1846 там же польською мовою вийшла «Граматика руської мови» Й. Лозинського.
- 1849 у Львові опубл. «Грамматика руского языка» Я. Головацького, яка з усіх до того написаних граматик української мови була найбільш змістовною, у ній на належному тогочасному науковому рівні аналізувалися як загальноукраїнські фонетичні й граматичні явища, так і діалектні, переважно властиві галицьким говорам.

В Галичині поступово зростає кількість шкіл з українською мовою навчання, для них створюються граматики, серед яких найпопулярніші:
- «Граматика малоруського язика для шкіл парафіальних в Галіції» Д. Галицький (1845),
- «Граматика руского язика» М. Осадци (1862),
- «Методична граматика язика малоруского» П. Дячана (1865),
- «Граматика руского языка» О. Партацького (1871),
- «Граматика руского языка для школъ середныхъ» О. Огоновського (1889),
- «Методична граматика рускої мови» І. Огоновського та В. Коцовського (1894).

Усі ці граматики орієнтовані на галицьку мовну практику.
1893 у Львові виходить наукова праця «Руська граматика» С. Смаль-Стоцького і Т. Ґартнера. Повніше розглядається граматична система української мови в їхній праці німецькою мовою «Граматика руської (української) мови» (Відень, 1913).

### Початок революційної доби
Після революційних подій 1905 з’являється кілька граматик української мови шкільного типу в Східній Україні, а саме:
- «Коротка граматика української мови» П. Залозного (ч. 1 — 2, 1906 — 1913),
- «Коротка граматика для школи» та «Українська граматика для школи» Г. Шерстюка (ч. 1-2, 1907-1909; перевидано 1917-1933),
- «Українська граматика» Є. Тимченка (1907),
- «Грамматика українського язика» І. Нечуя-Левицького (ч. 1 — 2, 1914).

Проте використовувалися вони лише для домашнього навчання і самоосвіти, оскільки українських шкіл за Російської імперії не існувало.
Тоді ж виходить і «Украинская грамматика» А. Кримського (т. 1-2, 1907-1908). Вона адресувалася учням старших класів гімназій та семінарій Наддніпрянщини, але насправді перший том — це науково-дослідницька праця з української історичної фонетики, написана на великому фактичному матеріалі, вибраному з багатьох давньокиївських і староукраїнських пам’яток; другий том, присвячений морфології, є фактично навчальним посібником.

### Після жовтневої революції та радянська Україна
Після 1917 впали останні заборони української літературної мови. Почали відкриватися україномовні школи, а отже, зростала потреба в граматиках української мови. Вже 1917 перевидаються згадані вище праці П. Залозного та Є. Тимченка, виходять у Києві «Початкова граматика української мови» О. Курило (ч. 1 — 2, 1917 — 1918; сім перевидань), що використовувалась як основний шкільний підручник з мови майже десять років, а також «Украинская грамматика» М. Грунського, «Початкова граматика до науки читання й письма» С. Черкасенка, «Українська граматика. Підручник для середніх і вищепочаткових шкіл» П. і П. Терпило. В Одесі видано «Коротка граматика української мови для шкіл і самоосвіти» В. Мурського; у Житомирі — «Практический курс украинского языка. Для учительских курсов и старших классов средних учебных заведений» М. Гладкого, у Ромнах — «Українська граматика для самонавчання» М. Левицького.
Всі названі підручники орієнтувалися переважно на шкільні програми з мови. Тоді ж опублана призначена для вчителя «Практична граматика української мови» В. Сімовича (Раштатт, 1918), а в дещо повнішому викладі матеріалу — його ж «Граматика української мови» (Лейпциг — Вінніпеґ, 1919). Багата фактичним матеріалом, з висвітленням сучасних фонетичних і морфологічних явищ в історичному аспекті була праця Івана Огієнка «Курс украинского языка», що вийшла в Києві 1918. У 1919 в Харкові побачив світ перший посібник з історії української мови для студентів «Украинскій языкъ. Краткій очеркъ исторической фонетики й морфологии» С. Кульбакіна.
У наступні роки посібники для різних типів шкіл і самоосвіти, що містили, крім граматики, і фонетики матеріал або й розділи з лексики та фразеології, почали виходити під ширшою за своїм значенням назвою:
- «Украинский язык» О. Синявського (1923),
- «Українська мова» П. Горецького та І. Шалі (1926),
- «Українська мова» М. Грунського і Г. Сабалдира (1926),
- «Українська мова» М. Наконечного (1928),
- «Підвищений курс української мови. Підручник для педвузів» за ред. Леоніда Булаховського (1931),
- «Норми української літературної мови» О. Синявського (1931),
- «Курс сучасної української літературної мови» за ред. Л. Булаховського (т. 1 — 2, 1951),
- «Курс сучасної української літературної мови» М. Жовтобрюха і Б. Кулика (ч. 1, 1959; 4-е вид., 1972) та ін.
- У колективній праці «Сучасна українська літературна мова» (т. 1 — 5, 1979 —1983) два томи присвячені граматичній системі сучасної української мови.
- 1957 вийшла друком праця «Порівняльна граматика української і російської мов», призначена для студентів філол. ф-тів пед. інститутів республіки.

#### Праці з історії граматики української мови
Опубліковано кілька праць з історії граматики української мови:
- «Нарис історії української мови. Вступ. Фонетика і морфологія» П. Бузука (1927),
- «Історія форм української мови» М. Грунського, М. Коваліва (1931),
- «Історична граматика української мови» (1957),
- «Нариси історичного синтаксису української мови» О. Безпалька (1960),
- «Історична морфологія української мови» С. Бевзенка (1960),
- «Нариси з історичної морфології української мови» С. Самійленка (ч. 1, 1964; ч. 2, 1970),
- «Історична граматика української мови» М. Жовтобрюха (1970) та ін.
- У колект. праці «Історія української мови» (т. 1 — 4, 1978 — 1983) два томи присвячені історії морфології та історії синтаксисові української мови.

### В сучасній Україні
- У 1992 з’явилася праця «Нариси з функціонального синтаксису української мови» І. Вихованця;
- 1993 вийшло друком три нових посібники з української мови для студентів філологічних факультетів університетів та педагогічних інститутів.
- «Сучасна українська літературна мова» за ред. М. Плющ (1994)
- «Граматика української мови. Морфологія» О. Безпояско, К. Городенської, В. Русанівського (1994),
- «Граматика української мови. Синтаксис» І. Вихованця (1994),
- «Синтаксис сучасної української мови» І. Слинька, Н. Гайванюк, М. Кобилянської.